# Sukiblee Jisawad
Sukiblee Jisawad (* 11. Dezember 1992) ist ein thailändischer Fußballspieler.

## Karriere
Sukiblee Jisawad stand bis Ende 2014 bei Songkhla United unter Vertrag. Wo er vorher gespielt hat, ist unbekannt. Der Verein aus Songkhla spielte in der ersten Liga des Landes, der Thai Premier League. Für den Verein bestritt er 29 Spiele in der ersten Liga. Ende 2014 musste er mit dem Verein in die zweite Liga absteigen.
Seit 1. Januar 2015 ist er vertrags- und vereinslos.